# Kris Wu
Wu I-fan (čínsky pchin-jinem Wú Yìfán, znaky zjednodušené 吴亦凡, tradiční 吳亦凡; * 6. listopadu 1990 Kanton, Čínská lidová republika), známý také pod přezdívkou Kris Wu nebo Kris, je čínsko-kanadský rapper, zpěvák, herec, model a tanečník.
Je bývalým členem jihokorejsko-čínské skupiny EXO a její podskupiny EXO-M pod SM Entertainment.
Kris byl v Číně aktivní jako sólový umělec, který se mimo jiné věnoval i herectví. Zahrál si například ve filmech Mr. Six a Journey to the West: The Demons Strike Back, které patří k finančně nejúspěšnějším čínským filmům všech dob. V Hollywoodu debutoval filmem xXx: Návrat Xandera Cage. Dále byl obsazen ve filmu Valerian a město tisíce planet, zahrál si také ve filmu Jen my víme kde, který byl natáčen v Praze.
V červenci 2021 byl zadržen po obvinění ze znásilnění, z nějž ho veřejně obvinila čínská influencerka Tu Mej-ču. V listopadu 2022 byl shledán vinným ze znásilnění tří žen mezi listopadem a prosincem 2020. Soud ho odsoudil k 13 letům odnětí svobody, poté bude deportován ze země. Wu v minulosti obvinění popřel. Jeho zatčení bylo v Číně vítáno jako vzácný případ spravedlnosti pro oběti sexuálního násilí. Režim ho použil jako exemplární příklad pro ostatní slavné osobnosti. Wu poté přišel o všechny účty na sociálních sítích a sponzorské smlouvy. Celý jeho hudební katalog byl v Číně vymazán ze streamovacích platforem.